# 國際刑事法院在巴勒斯坦的調查
國際刑事法院首席檢察官法圖·本蘇達於2019年12月20日宣布，對以色列、哈馬斯及其他相關的武裝團體組織，在巴勒斯坦領土內的戰爭罪行展開調查。指控包括在2014年加沙戰爭期間以色列國防軍的戰爭罪行，以及西岸定居點的問題。另外的指控也包括哈馬斯在內的巴勒斯坦武裝組織蓄意襲擊以色列平民，或將巴勒斯坦人用作人體盾牌。
2024年11月21日，國際刑事法院對班傑明·內塔尼亞胡、約阿夫·加蘭特和穆罕默德·戴夫（以色列稱其已在以色列國防軍的空襲中喪生）發出逮捕令，指控三人有戰爭罪和危害人類罪。

## 管轄權問題
根據《羅馬規約》，國際刑事法院的管轄權僅限於締約國的領土和國民。以色列於2000年12月31日簽署了該規約，但最後國內沒有批准，巴勒斯坦則因聯合國內的代表權問題一直未能簽署規約。巴勒斯坦自治政府曾於2009年1月22日提交了一份特別聲明，表示會接受法院在巴勒斯坦領土上的管轄權。2012年4 月3日，國際刑事法院檢察官認為聲明無效，因為《羅馬規約》只允許「國家主權實體」作出這樣的聲明，而巴勒斯坦當時卻是聯合國內的「觀察員實體」。巴勒斯坦曾多次向聯合國申請成為正式成員國，但是被安理會常任理事國美國否決。
2012年11月29日，聯合國大會通過第67/19號決議，承認巴勒斯坦為非會員觀察員國。2014年8月，國際刑事法院檢察官表示由於巴勒斯坦的新地位，巴勒斯坦現在可以加入《羅馬規約》。2014年7月，巴勒斯坦司法部長向法院提交第二份聲明，再次宣佈接受法院的管轄權。不過，因為國際刑事法院定明只有國家元首、政府首腦或外交部長才有權力這樣做，因此沒有接受。
2014年12月，國際刑事法院締約國大會承認巴勒斯坦具國家地位。巴勒斯坦於2015年1月1日提交了第三份聲明，重申宣佈接受法院的管轄權。2015年1月2日，巴勒斯坦加入《羅馬規約》，並於2015年4月1日起正式生效。
2021年2月5日，國際刑事法院以多數票決定裁定，該法院對於在巴勒斯坦領土上所發生戰爭罪指控具有司法管轄權，並且管轄權範圍包括以色列自1967年以來所佔領的巴勒斯坦領土，即加沙和西岸，包括東耶路撒冷。時任以色列總理內塔尼亞胡譴責這項裁定，表示「這純粹就是反猶太主義」，巴勒斯坦則表示這是歷史性的一天。

## 調查經過
國際刑事法院的初步調查於2015年展開，以色列反駁法院沒有管轄權，因為巴勒斯坦不是一個主權國家，但調查工作沒有受阻。
根據首席檢察官本蘇達在2019年12月所開表的初步調查報告，展開全面調查的標準已全部滿足，將啟動對西岸和加沙發生的戰爭罪行的調查。以色列方面回應說以色列不是国际刑事法院的成员，法院沒有权限，同時质疑巴勒斯坦加入法院的合法性。總理內塔尼亞胡說調查成為「反以色列的政治工具」。
2020年4月30日，本蘇達再次重申了她的初步調查結果，寫道：「檢方已仔細考慮了所有參與者的意見，認為法院對巴勒斯坦被佔領土擁有管轄權。」2021年3月3日，本蘇達宣佈檢察官辦公室正式啟動調查巴勒斯坦局勢。3月18日，國際刑事法院檢察官辦公室表示，它已向以色列和巴勒斯坦自治政府發出正式通知。同日《以色列時報》援引以色列第13頻道的報導稱，以色列收到了國際刑事法院的一封信，其中簡要列出了調查將涵蓋的三個主要領域：2014年加沙戰爭、以色列定居點政策和2018-2019加沙邊境抗議。以色列有30天的時間作出回應。
2021年3月21日，巴勒斯坦外交部長裡亞德·阿-馬里奇 (Riyad al-Maliki)在與國際刑事法院檢察官在海牙會晤後，他表示以色列當局威脅要實施制裁他，但他表示與國際刑事法院的溝通會持續。
2021年4月8日，以色列表示不會配合國際刑事法院的調查，稱該院沒有管轄權，並指自己的獨立司法機構能夠審判犯下戰爭罪的士兵。

## 逮捕令
2024年5月20日，卡里姆·艾哈迈德汗宣布，他将对哈马斯领导人叶海亚·辛瓦尔、穆罕默德·戴夫和伊斯梅尔·哈尼亚，以及以色列总理本雅明·内塔尼亚胡和国防部长约阿夫·加兰特提出逮捕令申请。2024年11月21日，國際刑事法院對正式發出逮捕令，指控内塔尼亚胡、加兰特和戴夫三人犯有戰爭罪和危害人類罪。